# Place du Jeu de Balle
Place du Jeu de Balle, situato nel quartiere di Marolles, è il mercato delle pulci per antonomasia a Bruxelles: nato nel 1919, tuttora viene svolto tutti i giorni dalla mattina presto fino al primo pomeriggio.
Esiste anche un altro mercato, quello di Place du Midi, che si dice essere uno dei più grandi d'Europa.